# Justin Bartha
Justin Lee Bartha (Fort Lauderdale, 21 luglio 1978) è un attore statunitense.

## Biografia
Figlio di un imprenditore e di un'insegnante, cresce con suo fratello in una famiglia tipicamente ebraica. Dopo aver studiato alla West Bloomfield High School, si trasferisce a New York per frequentare Filmmaking e Teatro alla Tisch School of the Arts della New York University. Il primo lavoro è di assistente macchinista nel film Terapia e pallottole (1999) con Robert De Niro. Successivamente comincia nella recitazione nei cortometraggi Tag (1999) e Highs and Lows (2003), quest'ultimo scritto e diretto dallo stesso Bartha.
Il primo ruolo al cinema arriva con il film Amore estremo - Tough Love; successivamente ottiene un ruolo di spicco al fianco di Nicolas Cage ne Il mistero dei templari - National Treasure e nel seguito Il mistero delle pagine perdute - National Treasure. A seguire verranno i film: Uomini & donne, A casa con i suoi, Una notte da leoni, New York, I Love You e The Rebound - Ricomincio dall'amore al fianco di Catherine Zeta-Jones. Vien nuovamente diretto da Todd Phillips in Una notte da leoni 2 (2011) e in Una notte da leoni 3 (2013).
Nel 2012-13 interpreta, assieme ad Andrew Rannells, il co-protagonista David Sawyer, un uomo gay che insieme al suo compagno segue la gravidanza della loro donatrice di ovuli, nella serie televisiva ideata dal creatore di Glee Ryan Murphy, The New Normal. Nel 2017 prende parte alla serie televisiva The Good Fight, spin-off di The Good Wife. Nel 2018, Bartha interpreta Colin Morrello nelle prime due stagioni dell'acclamato dramma della CBS, The Good Fight. Nel 2021, interpreta Robert Morgenthau nella seconda stagione dell'acclamato dramma di successo EPIX, Godfather Of Harlem e recita al fianco di Jason Momoa nel film Netflix Sweet Girl. Nel 2022, recita nell'episodio della terza stagione di Atlanta intitolato The Big Payback.

## Vita privata
Justin è stato fidanzato con l'attrice Ashley Olsen fino al maggio del 2008. Successivamente si è legato sentimentalmente alla fotomodella e attrice Lydia Hearst-Shaw. Il 4 gennaio 2014 ha sposato la personal trainer Lia Smith, in una cerimonia privata nell'isola di Oahu, nelle Hawaii. Tre mesi dopo il matrimonio, nacque la loro figlia, Asa Charlotte.

## Filmografia

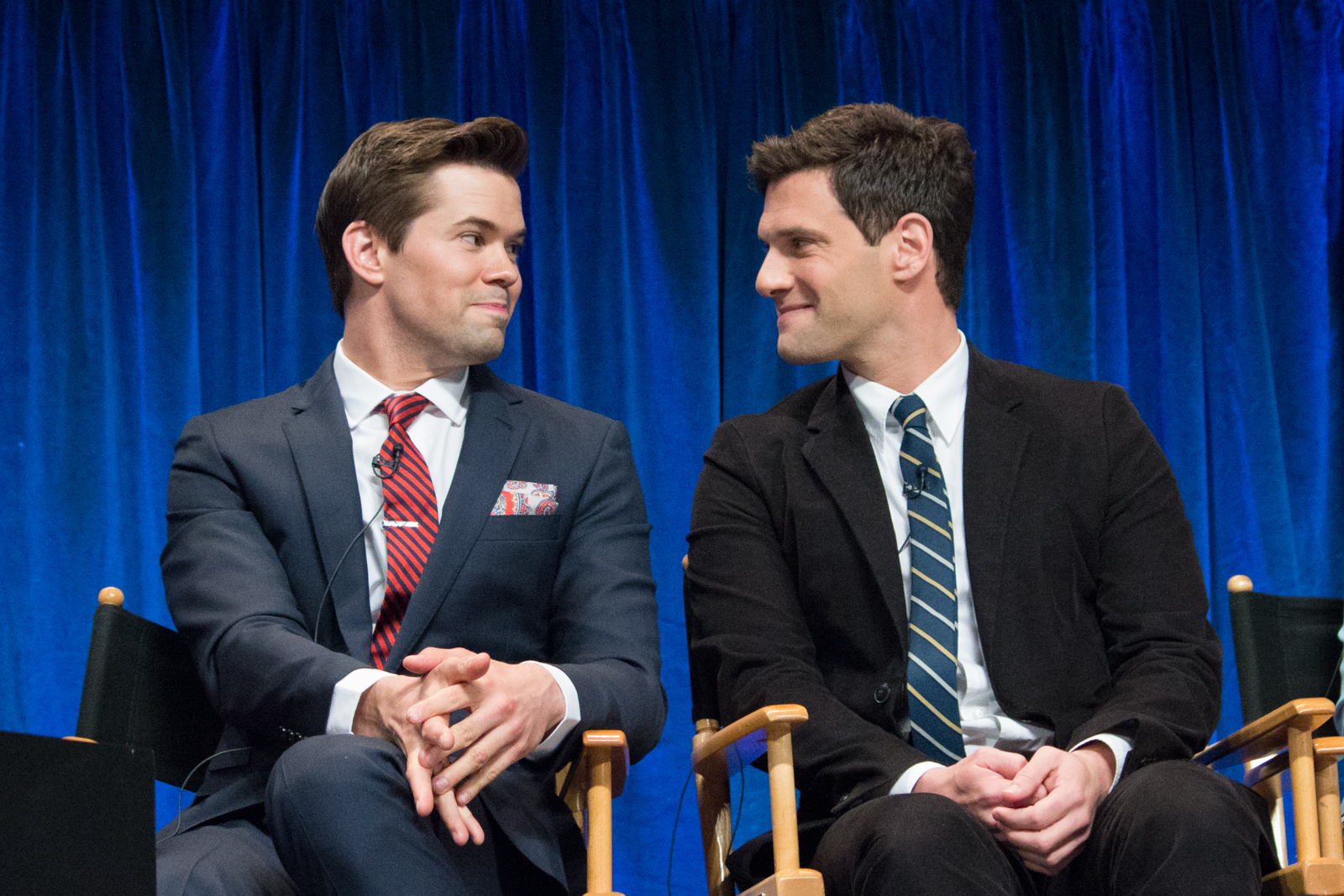
Justin Bartha e Andrew Rannells al PaleyFest per la presentazione di The New Normal (2013)

### Cinema
- Amore estremo - Tough Love (Gigli), regia di Martin Brest (2003)
- Carnival Sun, regia di Peter J. Nieves – cortometraggio (2003)
- Il mistero dei Templari - National Treasure (National Treasure), regia di Jon Turteltaub (2004)
- Uomini & donne (Trust the Man), regia di Bart Freundlich (2005)
- A casa con i suoi (Failure to Launch), regia di Tom Dey (2006)
- Il mistero delle pagine perdute - National Treasure (National Treasure: Book of Secrets), regia di Jon Turteltaub (2007)
- Jusqu'à toi, regia di Jennifer Devoldère (2009)
- New York, I Love You, regia di Randall Balsmeyer (2009)
- Una notte da leoni (The Hangover), regia di Todd Phillips (2009)
- The Rebound - Ricomincio dall'amore, regia di Bart Freundlich (2009)
- Holy Rollers, regia di Kevin Asch (2010)
- Una notte da leoni 2 (The Hangover: Part II), regia di Todd Phillips (2011)
- Dark Horse, regia di Todd Solondz (2011)
- Una notte da leoni 3 (The Hangover: Part III), regia di Todd Phillips (2013)
- CBGB, regia di Randall Miller (2013)
- White Girl, regia di Elizabeth Wood (2016)
- Driven - Il caso DeLorean (Driven), regia di Nick Hamm (2018)
- Sweet Girl, regia di Brian Andrew Mendoza (2021)

### Televisione
- Teachers – serie TV, 5 episodi (2006)
- The New Normal – serie TV, 22 episodi (2012-2013)
- Come sopravvivere alla vita dopo la laurea (Cooper Barrett's Guide to Surviving Life) – serie TV, 13 episodi (2016)
- The Good Fight – serie TV (2017)
- Il mistero dei Templari - La serie (National Treasure: Edge of History) – serie TV (2022)
- Godfather of Harlem - serie TV (2022)

## Doppiatori italiani
Nelle versioni in italiano delle opere in cui ha recitato, Justin Bartha è stato doppiato da:
- Massimiliano Alto ne Il mistero dei Templari - National Treasure, Il mistero delle pagine perdute - National Treasure, Una notte da leoni, The Rebound - Ricomincio dall'amore, Una notte da leoni 2, Una notte da leoni 3, Il mistero dei Templari - La serie
- David Chevalier in The New Normal, Come sopravvivere alla vita dopo la laurea
- Roberto Gammino in Amore estremo - Tough Love, A casa con i suoi
- Simone D'Andrea in The Good Fight
- Patrizio Cigliano in Uomini & donne
- Gianfranco Miranda in Sweet Girl
- Matteo De Mojana in White Girl
- Massimo De Ambrosis in Godfather of Harlem